# Stephen Hammond
Stephen William Hammond (né le 4 février 1962) est un homme politique britannique qui est député de Wimbledon de 2005 à 2024. Il est membre du Parti conservateur.
Le 4 septembre 2012, Hammond est nommé sous-secrétaire d'État parlementaire aux transports, responsable des bus, des chemins de fer et du transport maritime. Il perd son poste ministériel lors du remaniement du 15 juillet 2014 et est remplacé par Claire Perry. Il devient vice-président du Parti conservateur pour Londres le 20 juillet 2017 et est limogé le 16 décembre suivant après avoir participé à une rébellion du Brexit contre le gouvernement de Theresa May trois jours plus tôt. Hammond est cependant nommé ministre d'État au ministère de la Santé et des Affaires sociales le 16 novembre 2018, à la suite de la promotion de Stephen Barclay au poste de secrétaire d'État chargé de la sortie de l'Union européenne.

## Jeunesse et carrière
Stephen Hammond est né à Southampton et fait ses études à l'école privée King Edward VI de la ville, avant d'étudier l'économie à l'Université Queen Mary de Londres. Après avoir obtenu un baccalauréat ès sciences, il entame une carrière dans la finance au sein d'une grande société de gestion de fonds, puis travaille pour de grandes banques d'investissement. Hammond est nommé directeur de la division actions de Dresdner Kleinwort Benson en 1994 et rejoint Commerzbank Securities quatre ans plus tard. En 2000, il est promu directeur de la recherche paneuropéenne.

## Carrière politique
Stephen Hammond se présente pour la première fois au Parlement pour North Warwickshire lors des élections générales de 1997, arrivant deuxième avec 31,2 % des voix derrière le député travailliste sortant Mike O'Brien,.
Aux élections générales de 2001, il se présente à Wimbledon, arrivant deuxième avec 36,6 % des voix derrière le député travailliste sortant Roger Casale.
Il est élu conseiller du quartier de Wimbledon lors des élections du district londonien de Merton en 2002 et est ensuite chef adjoint du groupe conservateur au conseil de Merton.
Aux élections générales de 2005, Stephen Hammond est élu député de Wimbledon, gagnant avec 41,2 % des voix et une majorité de 2 301 voix. Après les élections, David Cameron le nomme ministre fantôme des Transports sur le banc de l'opposition.
Aux élections générales de 2010, il est réélu député de Wimbledon avec une part de voix accrue de 49,1 % et une majorité de 11 408 voix. Après l'élection, il devient secrétaire parlementaire privé d'Eric Pickles, secrétaire d'État chargé des Communautés et des Gouvernements locaux. Le 4 septembre 2012, il est nommé sous-secrétaire d'État parlementaire aux transports. Il est démis de ses fonctions à la suite d'un remaniement ministériel en juillet 2014.
Stephen Hammond est réélu aux élections générales de 2015 avec une part des voix de 52,1 % et une majorité de 12 619 voix,.
Il annonce début 2016 qu'il attendrait les renégociations de Cameron avant d'approuver un vote Remain ou Leave lors du référendum de 2016 sur l'adhésion du Royaume-Uni à l'Union européenne. Le 14 juin 2016, il soutient le vote en faveur du maintien dans l'Union européenne.
Lors des élections générales anticipées de 2017, il est réélu, avec une part des voix de 46,5 % et une majorité de 5 622 voix,.
Le 13 décembre 2017, Stephen Hammond est impliqué dans une rébellion contre le gouvernement de Theresa May au cours de laquelle le gouvernement subit une défaite lors d'un vote clé sur le Brexit concernant l'octroi aux députés d'un « vote significatif » au Parlement. Il est ensuite démis de ses fonctions de vice-président du parti conservateur à la suite de l'incident,.
Lors de l'élection à la direction du parti conservateur de 2019, Hammond soutient la candidature de Matt Hancock à la direction du parti. Il perd le poste de whip du parti lors de la suspension en septembre 2019 des députés conservateurs rebelles pour avoir voté pour empêcher un Brexit sans accord. Malgré cela, il est choisi comme candidat conservateur aux élections générales suivantes.
Stephen Hammond est réélu aux élections générales de 2019 avec une part des voix de 38,4 % et une majorité de 628 voix,,.
En janvier 2021, il devient vice-président du Forum européen conservateur, qui devient ensuite le Groupe conservateur pour l'Europe. Le groupe appelle à des relations étroites et stratégiques avec l'Europe et prône des relations étroites avec les institutions européennes.
En 2021, Stephen Hammond est censuré par le Comité consultatif sur les nominations professionnelles (ACOBA) pour une violation « inacceptable » du code ministériel pour ne pas avoir demandé leur avis avant d'accepter un deuxième emploi au sein du groupe de réflexion Public Policy Projects.
En septembre 2023, il annonce qu'il ne se représente pas aux élections générales de 2024.